# 隐海豹属
隐海豹属（学名：Cryptophoca）是海豹科下的一个属。

## 下属物种
本属包括以下物种：
- 麦奥提克隐海豹 Phoca maeotica (Nordmann, 1860)